# Ruby Langford Ginibi
Ruby Langford Ginibi (geb. 26. Januar 1934 in Coraki, New South Wales; gest. 1. Oktober 2011 in Sydney) war eine australische Autorin. Als Angehörige des Aborigines-Volkes der Bundjalung und Historikerin befasste sie sich insbesondere mit der Geschichte und der Kultur der ursprünglichen Einwohner Australiens.

## Leben
In der Box Ridge Mission in Coraki an der nördlichen Küste von New South Wales zur Welt gekommen, wuchs sie in Bonalbo (Kyogle Council) auf und besuchte die High School in Casino. Mit 15 zog sie nach Sydney, wo sie zunächst als Näherin arbeitete. Mehrere Jahre lebte sie später auch als Landarbeiterin in der Umgebung von Coonabarabran. Mit 17 brachte sie das erste ihrer drei Kinder aus der Beziehung mit Sam Griffin zur Welt. Aus einer späteren Beziehung mit Gordon Campbell stammen drei weitere Kinder und zwei aus ihrer Ehe mit Peter Langford, dessen Nachnamen sie annahm („Ginibi“ ist ein Ehrentitel der Bundjalung). Nach der Trennung der Ehe folgte ein neuntes Kind mit Lance Marriot. In ihrem autobiografischen Buch Don't Take Your Love to Town schrieb sie, man könne sie auch Ruby Wagtail Big Noise Anderson Rangi Ando Heifer Andy Langford nennen.
Mit dem 1988 veröffentlichten Buch Don't Take Your Love to Town, das sie nach Überwindung ihrer Alkoholkrankheit geschrieben hatte, gelang ihr der Durchbruch als Autorin. Sie beschrieb darin ihre Kindheit und ihr Leben, den Rassismus, mit dem sie sich auf Grund ihrer Herkunft auseinandersetzen musste, und die Behandlung durch das Justizwesen. Für dieses Buch wurde sie mit dem 1988 Human Rights Literary Award ausgezeichnet. Es folgten die Kurzgeschichtensammlung Real Deadly und 1994 My Bundjalung People, wofür sie das Land ihrer Kindheit und ihrer Vorfahren bereiste. Im selben Jahr wurde sie vom Kulturministerium der Regierung von New South Wales als Professorin für Geschichte berufen, 1995 folgte die Professur am National Museum of Australia in Canberra und 1998 wurde sie Ehrendoktor an der La Trobe University in Melbourne. Ihre Werke, sie schrieb Essays, Gedichte und Kurzgeschichten, wurden geschätzte Studienmaterialien an High Schools und Universitäten Australiens.
In den letzten Jahren war sie auf einen Rollstuhl angewiesen und litt unter Bluthochdruck und Nierenproblemen.

## Werke
- Don't Take Your Love to Town, 1988
- Real Deadly, 1992
- My Bundjalung People, 1994
- Haunted by the Past, 1999
- All My Mob, 2007
- A Journey into Bundjalung Country, mit Pam Johnston
- Ruby Langford Ginibi, mit John Barnes und Blanca Fullana